# 자지라 항공
자지라 항공(영어: Jazeera Airways)은 쿠웨이트의 저비용 항공사로 총 18개 노선을 취항하고 있다. 본사는 쿠웨이트의 수도인 쿠웨이트시티에 위치해 있으며 2005년에 설립했다. 또한 사용하고 있는 허브 공항으로 쿠웨이트 국제공항이 있다.

## 운항 노선
- 자지라 항공은 다음과 같이 운항하고 있다.

## 보유 기종
- 2012년 4월 기준으로 자지라 항공은 다음과 같은 기종을 보유하고 있다.[2]